# Seznam švicarskih igralcev
Seznam švicarskih igralcev.

## A
- Mario Adorf (1930) (švicarsko-nemški)
- Pasquale Aleardi (1971)
- Lukas Ammann (1912-2017) (švicarsko-nemški)
- Roland Amstutz (1942-1997)
- Ursula Andress (1936)
- Grégoire Aslan (1908-1982)
- Elsie Attenhofer (1909-1999)

## B
- Jean-François Balmer (1946)
- Chariklia Baxevanos (1936) (grškega rodu-v Nemčiji?)
- Benno Besson (1922-2006)
- Jean-Luc Bideau (1940)
- Anne-Marie Blanc (1919-2009)
- Lisa Brand (1993)
- Yangzom Brauen (1980)
- Pinkas Braun (1923-2008)
- Lisa Brühlmann (1981)

## C
- Bruno Cathomas (1965)

## D
- Florine Deplazes
- Ivan Desny (1922-2002) (ruskega rodu)
- Raymone Duchâteau (1896-1986) (fr.-švic.?)

## F
- Léa Fazer (1965)
- Heidy Forster (1931)

## G
- Bruno Ganz (1941-2019) (švicarsko-nemški..)
- Esther Gemsch (1955)
- Max Gertsch (1963)
- Walter Gfeller (švicarski Chaplin)
- Stephanie Glaser (1920-2011)
- Mathias Gnädinger (1941-2015)
- Grock (1880-1959)

## H
- Franz Hohler (1943)
- Max Hubacher (1993)
- Paul Hubschmid (1917-2001) (švicarsko-nem.)
- Robert Hunger-Bühler

## J
- Irène Jacob (1966) (francosko-švicarska)
- Urs Jucker (1973)

## K
- Marthe Keller (1945)
- Susanne Kunz (1978)
- Mathis Künzler (1978)
- Stefan Kurt (1959)

## L
- Samuel Labarthe (1962)
- Claude Laydu (belg.-fr.-švic.) (1927-2011)
- Dani Levy (1957)
- Leopold Lintberg (1902-1984) (avstrijsko-švic.)
- Peter Lotar (1910-1986)
- Walo Lüönd (1927-2012)

## M
- Fernand Melgar (1961)
- Sarah Sophia Meyer (1984)
- Dieter Moor (1958)
- Andreas Daniel Müller (1986)

## P
- Vincent Perez (1964)
- Liselotte Pulver (1929)

## R
- Livia S. Reinhard (1974)
- Flore Revalles (1889-1966)
- Walter Roderer (komik)
- Daniel Rohr (1960)
- Suly Röthlisberger (1949)
- Ella Rumpf (1995)

## S
- Laurent Sandoz (1951)
- Maria Schell (1926-2005)
- Maximilian Schell (1930-2014)
- Beat Schlatter (1961)
- Charlotte Schwab (1952)
- Norbert Schwientek (1942-2011)
- Michel Simon (1895-1975)
- Anna Schinz (1987)
- Reto Stalder (1986)
- Emil Steinberger (1933)
- Nicolas Steiner (1984)
- Sigfrit Steiner (1906-1988)
- Samuel Streiff (1975)

## T
- Anatole Taubman (1970)
- Yvette Théraulaz
- Barbara Terpoorten-Maurer (1975)

## W
- Stefan Walz (1936)
- Renée Weibel (1986)
- Melanie Winiger (1979)
- Roeland Wiesnekker (1967)
- Giorgia Würth (1981)
- Peter Wyssbrod (1938)